# Homoeodistoma longigona
Homoeodistoma longigona is een zakpijpensoort uit de familie van de Polyclinidae. De wetenschappelijke naam van de soort is voor het eerst geldig gepubliceerd in 1959 door Tokioka.